# Ỷ Thiên Đồ Long Ký (phim 2000)
Ỷ Thiên Đồ Long Ký (tên tiếng Hoa: 倚天屠龍記; tên tiếng Anh: The Heaven Sword And The Dragon Sabre 2000), là bộ phim do đài truyền hình TVB – Hồng Kông sản xuất và phát hành năm 2000 dựa theo tiểu thuyết cùng tên của nhà văn Kim Dung.

## Diễn viên

### Minh giáo
- Ngô Khải Hoa: Trương Vô Kỵ
  - Đặng Nhất Quân: Trương Vô Kỵ lúc nhỏ
- Mễ Tuyết: Ân Tố Tố
- Trần Thiếu Hà: Ân Ly
- Trương Triệu Huy: Dương Tiêu
- Vương Duy Đức: Phạm Dao
- Giang Hân Yến: Đại Ỷ Ty
- Phùng Tố Ba: Kim Hoa bà bà
- Giang Hy Văn: Tiểu Chiêu
- Cốc Phong: Ân Thiên Chính
- Lạc Ứng Quân: Tạ Tốn
- Vương Thanh: Vi Nhất Tiếu
- La Quân Tả: Thuyết Bất Đắc
- Đới Thiếu Dân: Lãnh Khiêm
- Vương Tuấn Đường: Chu Điên
- Đằng Lệ Danh: Dương Bất Hối
- Ngải Uy: Ân Dã Vương
- Khưu Vạn Thành: Chu Nguyên Chương
- La Mãng: Thường Ngộ Xuân
- An Đức Tôn: Hồ Thanh Ngưu
- Hoàng Văn Tiêu: Dương Đính Thiên
- Chu Khải San: Dương phu nhân
- Tăng Tuệ Vân: Vợ Tạ Tốn
- Trình Tiểu Long: Thường Kim Bằng
- Mạch Tử Vân: Bạch Quy Thọ
- Tăng Kiện Minh: Vô Phúc
- Lý Tử Kỳ: Vô Lộc
- Phương Kiệt: Vô Thọ

### Mông Cổ
- Lê Tư: Triệu Mẫn
- Lưu Đan: Nhữ Dương Vương
- Hải Tuấn Kiệt: Vương Bảo Bảo
- Quan Tinh: Lộc Trượng Khách
- Xa Bảo La: Hạc Bút Ông
- Lưu Gia Long: A Đại
- Thang Tuấn Minh: A Nhị
- Trần Kiện Phong: A Tam

### Võ Đang phái
- Chu Thông: Trương Tam Phong
  - Nghiêm Văn Hiên: Trương Tam Phong lúc nhỏ
- Tào Vĩnh Liêm: Tống Thanh Thư
- Lý Long Cơ: Tống Viễn Kiều
- Lương Kiện Bình: Du Liên Châu
- Lý Quốc Lân: Du Đại Nham
- Lý Cương Long: Trương Tòng Khê
- Lưu Tùng Nhân: Trương Thúy Sơn
- Mạc Gia Nghiêu: Ân Lê Đình
- Lạc Đạt Hoa: Mạc Thanh Cốc
- Lâm Viễn Nghênh: Minh Nguyệt
- Lâm Vĩ Hùng: Thanh Phong

### Nga Mi phái
- Lý Tư Bội: Quách Tương
- Huệ Anh Hồng: Diệt Tuyệt sư thái
- Xa Thi Mạn: Chu Chỉ Nhược
- Đằng Lệ Danh: Kỷ Hiểu Phù / Dương Bất Hối
- Khang Hoa: Đinh Mẫn Quân
- Chu Gia Di: Huyền Diệu
- Triệu Tĩnh Nghi: Huyền Tĩnh
- Dương Di: Đệ tử phái Nga Mi

### Thiếu Lâm phái
- Lưu Gia Huy: Thành Côn (Viên Chân)
- Giang Hán: Độ Ách
- Lăng Lễ Văn: Độ Kiếp
- Tăng Thủ Minh: Độ Nạn
- Dư Tử Minh: Không Kiến
- Đàm Nhất Thanh: Không Văn
- Lăng Hán: Không Trí
- Lý Hồng Kiệt: Không Tính
- Tiêu Hùng: Không Đồng
- Hoàng Thiên Đạc: Viên Âm
- Trương Hồng Xương: Viên Nghiệp

### Cái Bang
- Trần Vinh Tuấn: Trần Hữu Lượng
- Trần Thụy Hoa: Sử Hồng Thạch
- Tần Hoàng: Sử Hỏa Long
- Hoàng Phượng Quỳnh: Sử phu nhân
- Ngu Thiên Vĩ: Chưởng Bổng long đầu
- Tôn Quý Khanh: Chưởng Bát long đầu

### Khác
- Mạc Trấn Hiền: Hàn Thiên Diệp
- Trần Kỳ: Hoàng y nữ tử
- Trương Khắc: Tuệ Phong
- Bồ Mính Lam: Cốc Hư
- Hoa Trung Nam: Chu Trường Linh
- Liêu Lệ Lệ: Vợ Chu Trường Linh
- Dao Lạc Di: Chu Cửu Chân
- Quan Trọng Minh: Vệ Bích
- Lý Gia Đỉnh: Hà Thái Xung
- Tô Ân Từ: Ban Thục Nhàn
- Triệu Vĩnh Hồng: Cao Tắc Thành
- Đới Diệu Minh: Tưởng Đào
- Quách Đức Tín: Tiên Vu Thông
- Lý Hải Sinh: Đường Văn Lượng
- Hà Vĩ Nghiệp: Lưu Vân sứ
- Ngô Diệc Khiêm: Diệu Phong sứ
- Dao Khải Thiện: Huy Nguyệt sứ
- Bành Quan Trung: Chúc tiêu đầu
- Vương Vĩ Lương: Bạch Viên/Quách Phá Lỗ
- Thái Quốc Khánh: Đô Đại Cẩm
- Vi Gia Hùng: Thọ Nam Sơn

## Phim trường
Bộ phim được quay trực tiếp tại phim trường TVB, một số cảnh quay được quay ngoại cảnh, tuy nhiên có một số cảnh được thực hiện hoàn toàn bằng máy vi tính.

## Âm nhạc
- Phong khởi vân dũng (風起雲湧): Ca khúc mở đầu phim, nhạc của Diệp Kiến Hoa, Mạch Hạo Luân, lời của Trương Mỹ Hiền, do Ngô Khải Hoa trình bày.
- Phù sinh nhược mộng (浮生若夢): Do Giang Hy Văn trình bày.

## Nhận xét về vai diễn
- Ngô Khải Hoa vai Trương Vô Kỵ: So với nguyên tác thì trông cứng cỏi hơn nhưng diễn rất nhập vai.
- Lê Tư vai Triệu Mẫn: nét diễn của Lê Tư sinh động, sắc sảo. Vai diễn được nhà chế tác sửa đổi và thêm nhiều tình tiết mới lẫn đất diễn. Các tình tiết giết Tiểu Vương Gia hay phản bội cha ruột... được đưa vào khiến cho nhân vật thể hiện rõ một người có tài quân sư tài ba.
- Xa Thi Mạn vai Chu Chỉ Nhược: thể hiện nhân vật khá thành công, thể hiện một Chu Chỉ Nhược danh vọng, võ công cao lại vừa yêu Trương Vô Kỵ tha thiết, thủ đoạn cũng độc ác. Cách tạo hình nhân vật với Cửu Âm Bạch Cốt Trảo  khá sắc sảo.
- Giang Hy Văn vai Tiểu Chiêu: vai diễn mờ nhạt nhất trong các bản phim. Tạo hình nhân vật không sắc sảo, không thể hiện được tình yêu của Tiểu Chiêu dành cho Trương Vô Kỵ.